# 石川シスケ
石川 シスケ（いしかわ シスケ）は、日本の漫画家。主に成人向け漫画を執筆している。

## 作品リスト
1. 『みだらなけもの』[1] 2011年2月1日発売[2]、ワニマガジン社〈ワニマガジンコミックススペシャル〉、ISBN 978-4-86269-153-8
2. 『やりすぎめるへん』[3] 2012年10月31日発売[4]、ワニマガジン社〈ワニマガジンコミックススペシャル〉、ISBN 978-4-86269-215-3
3. 『キツデレ』[5] 2014年7月31日発売[6]、ワニマガジン社〈ワニマガジンコミックススペシャル〉、ISBN 978-4-86269-318-1
4. 『好きなんだけど』[7] 2016年10月20日発売[8]、ワニマガジン社〈ワニマガジンコミックススペシャル〉、ISBN 978-4-86269-453-9
5. 『あなとも』[9] 2019年6月14日発売[10]、ワニマガジン社〈ワニマガジンコミックススペシャル〉、ISBN 978-4-86269-645-8
  - 坊ちゃんはきかん坊 （COMIC快楽天 2017年9月号）
  - 坊ちゃん争奪戦 （COMIC快楽天 2018年12月号）
  - 人格転移の夜 第一夜 （COMIC快楽天 2018年6月号）
  - 人格転移の夜 第二夜 （COMIC快楽天 2018年8月号）
  - 人格転移の夜 第三夜 （COMIC快楽天 2018年10月号）
  - 深夜のおとも （COMIC快楽天 2019年6月号）
  - 夜回りセッ… （COMIC快楽天 2019年2月号）
  - おともだち （COMIC快楽天 2018年1月号）
  - のろい （COMIC快楽天 2018年3月号）
  - 一本不満足 （COMIC快楽天 2017年11月号）
  - 君はおもちゃ （COMIC快楽天 2016年12月号）
  - 訪問 （COMIC X-EROS #55）